# Smilax vaginata
Smilax vaginata är en enhjärtbladig växtart som beskrevs av Joseph Decaisne. Smilax vaginata ingår i släktet Smilax och familjen Smilacaceae. Inga underarter finns listade.